# Satanas testaceicornis
Satanas testaceicornis là một loài ruồi trong họ Asilidae. Satanas testaceicornis được Macquart miêu tả năm 1855. Loài này phân bố ở vùng Cổ Bắc giới và châu Á.